# Henri François d'Aguesseau
Henri François d'Aguesseau (Limoges, 27 de novembro de 1668 – Paris, 9 de fevereiro de 1751) foi um magistrado francês.

## Biografia
D'Aguesseau nasceu em Limoges, França, em uma família de magistrados. Seu pai, Henri d'Aguesseau, um conselheiro hereditário do parlement de Metz, foi um homem de habilidade singular e grande visão que, após assumir sucessivamente os postos de intendente de Limousin, Guyenne e Languedoc, foi chamado a Paris, em 1685, como conselheiro de Estado, nomeado diretor-geral do comércio e das manufaturas, em 1695, presidente do Conselho de Comércio, em 1700 e membro do Conselho da Regência para a Finança.
François d'Aguesseau foi iniciado por ele nos negócios e cresceu nos princípios religiosos profundamente afetados pelo Jansenismo. Estudou Direito com Jean Domat, cuja influência é evidente tanto nos escritos jurídicos, quanto nos trabalhos legislativos de chanceler. Quando tinha pouco mais de vinte e um anos de idade, devido à influência de pai para com Luís XIV, foi nomeado um dos três advogados-gerais para o parlement de Paris; e a eloquência e conhecimento por ele apresentados em seu primeiro discurso, trouxeram-lhe grande reputação. D'Aguesseau foi de fato, o primeiro grande mestre de eloquência forense da França.
Em 1700, foi nomeado procurador-geral; e neste cargo, que ocupou por dezessete anos, ganhou grande popularidade por sua defesa dos direitos da Igreja gaulesa nos problemas quietistas e naqueles relacionados com a bula pontifícia Unigenitus. Em fevereiro de 1717, tornou-se chanceler pelo regente Filipe II, Duque d'Orleães; mas foi privado dos selos em janeiro do ano seguinte e exilado em sua propriedade de Fresnes, em Brie, por conta de sua constante oposição aos projetos do famoso John Law, que tinham sido aprovados pelo regente e seus ministros.
Em junho de 1720, d'Aguesseau foi chamado para satisfazer a opinião pública; e não contribuiu nem um pouco pela firmeza e sagacidade de seus conselhos para acalmar a perturbação da ordem pública e reparar o dano que tinha sido feito. O próprio Law atuou como mensageiro do pedido de seu retorno; e diz-se que o fato de d'Aguesseau ter aceitado os selos de suas mãos diminuíram muito sua popularidade. O parlement continuou sua oposição ao registro da bula Unigenitus, d'Aguesseau, temendo um cisma e uma guerra religiosa na França, assessorou Guillaume Dubois, o favorito do regente, em sua tentativa de forçar o parlement a registrar a bula, concordando com o exílio dos magistrados e permitindo que o Grande Conselho assumisse o poder de registro, que legalmente pertencia apenas ao parlement. As pessoas injustamente atribuíram seu comportamento a um acordo de base com o favorito. Ele certamente se opôs a Dubois em outros assuntos; e, quando Dubois se tornou ministro-chefe, d'Aguesseau foi privado de seu cargo (1 de março de 1722).
D'Aguesseau retirou-se para a sua propriedade, onde passou cinco anos e dos quais sempre falou com prazer. As Escrituras, que leu e comparou em vários idiomas, e a jurisprudência de seu e de outros países, formaram os objetos de seus mais sérios estudos; o resto de seu tempo foi dedicado à filosofia, literatura, e jardinagem. Dessas ocupações foi chamado à corte pelo conselho do Cardeal Fleury, em 1727, e em 15 de agosto, foi nomeado chanceler, pela terceira vez, mas os selos não lhe foram restaurados, senão apenas dez anos mais tarde. Durante estes anos, esforçou-se para mediar as disputas entre a corte e o parlement.
Quando foi finalmente reintegrado no cargo, retirou-se totalmente de todos os assuntos políticos, e dedicou-se inteiramente aos seus deveres como chanceler e à realização das reformas que há muito tempo ocupou seus pensamentos. Ele ajudou, como outros já haviam tentado antes dele, a elaborar um código único de todas as leis da França, mas foi incapaz de concluir sua tarefa. Além de algumas emendas importantes sobre doações, testamentos e sucessões, introduziu várias regulamentações para melhorar as formas de procedimento, para verificar os limites das jurisdições e para efetuar uma maior uniformidade na execução das leis em todas as várias províncias. Estas reformas constituem um período na história da jurisprudência francesa, e colocaram o nome de d'Aguesseau na mesma categoria de l´Hôpital e Lamoignon. Como magistrado também foi tão consciente que o duque de Saint-Simon, nas suas Mémoirs, queixou-se que passou muito tempo sobre os casos que vieram antes dele.
Em 1750, quando tinha quase 82 anos de idade, d'Aguesseau dispensou seus direitos sem abrir mão do posto de chanceler. Morreu em 5 de fevereiro de 1751.
Sua neta Henriette Anne Louise d'Aguesseau foi sogra do marquês de La Fayette. O atual duque de Noailles é um descendente de Henri François por intermédio de sua neta, que foi executada na Revolução Francesa.